# Eduardo Viveiros de Castro

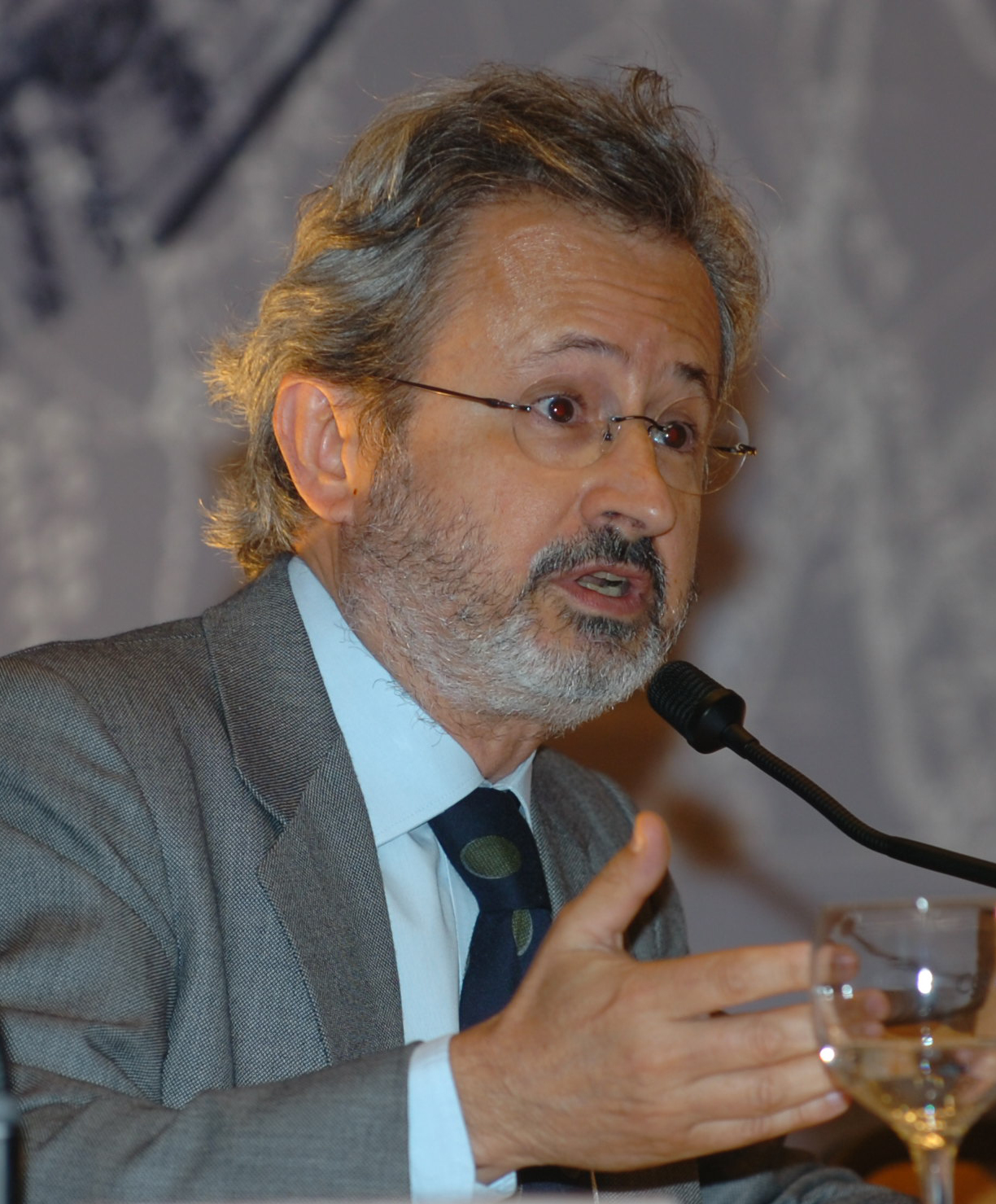
Eduardo Viveiros de Castro

Eduardo Batalha Viveiros de Castro (ur. 1951 w Rio de Janeiro) – brazylijski antropolog społeczny. Profesor brazylijskiego Museu Nacional da Universidade Federal do Rio de Janeiro, amerykanista, zajmujący się przede wszystkim społeczeństwami pierwotnymi zamieszkującymi Amazonię. Praca magisterska (1977) dotyczyła kategorii indywidualnego i społecznego u ludu Yawalapiti mówiącego językiem z rodziny arawackiej, natomiast rozprawa doktorska (1984) poświęcona była wizji świata i osoby u ludu Araweté, należącego do rodziny językowej tupi-guaraní.
Jeden z twórców (obok  Tanii Stolze Limy) koncepcji perspektywizmu indiańskiego.

## Publikacje

### Książki
- 2009 Métaphysiques cannibales, tłumaczenie z portugalskiego Oiara Bonilla, kolekcja MétaphysiqueS, Paryż: Presses Universitaires de France.
- 2006 Qu' est-ce qu' un corps?. Paris: Flammarion/Musée du Quai Branly [z: BRETON, Stéphane ; TAYLOR, A.-C. HOUSEMAN, M.]
- 2002 A inconstância da alma selvagem (e outros ensaios de antropologia). São Paulo: Cosac & Naify.
- 1995 Antropologia do Parentesco: Estudos Ameríndios. Rio de Janeiro: Editora da UFRJ.
- 1993 Amazônia: Etnologia e História Indígena. SÃO PAULO: USP/FAPESP [z: CUNHA, M. C.]
- 1992 Arawete: O Povo do Ipixuna. SÃO PAULO: CEDI
- 1992 From the Enemy's Point of View: Humanity and Divinity in an Amazonian Society. Chicago: University of Chicago Press
- 1986 Arawete: Os Deuses Canibais. RIO DE JANEIRO: JORGE ZAHAR/ANPOCS

### Ważniejsze artykuły
- The Gift and the Given Three Nano-essays on Kinship and Magic (w:) Sandra C. Bamford, James Leach, Sandra C. Bamford (red.), Kinship and beyond: the genealogical model reconsidered, Oxford: Berghahn Books, 2009, pp. 237-268
- The crystal forest: notes on the ontology of Amazonian spirits. Inner Asia, v. 9, p. 153-172, 2007.
- (z: Anne-Christine Taylor) Un corps fait de regards (w:) S. Breton, J.-M. Schaeffer, M. Houseman, A.-C. Taylor & E. Viveiros de Castro (red.), Qu’est-ce qu’un corps? (Afrique de l’Ouest / Europe occidentale / Nouvelle-Guinée / Amazonie). Paris: Musée du Quai Branly / Flammarion, 2006, pp. 148-199.
- Perspectival anthropology and the method of controlled equivocation. Tipití (Journal of the Society for the Anthropology of Lowland South America), 2 (1), 2004: 3-22.
- Exchanging perspectives: the transformation of objects into subjects in Amerindian cosmologies. Common Knowledge 10 (3), Fall 2004: 463-484.
- O nativo relativo. Mana 8 (1), 2002: 113-148.
- GUT feelings about Amazonia: potential affinity and the construction of sociality. (w:) L. Rival & N. Whitehead (red.), Beyond the visible and the material: the amerindianization of society in the work of Peter Rivière. Oxford: Oxford University Press, 2001, pp 19-43.
- Cosmological deixis and Amerindian perspectivism. Journal of the Royal Anthropological Institute n.s. 4 (3), 1998: 469–488
- Images of nature and society in Amazonian ethnology. Annual Review of Anthropology 25, 1996: 179–200
- [z: Anthony Seeger, Roberto DaMatta) A construção da pessoa nas sociedades indígenas brasileiras. Boletim do Museu Nacional (n.s.) antropologia 32, 1979: 2–19.

### Tłumaczenia na polski
- „Żyjąc z Araweté”. Przeł. Kacper Świerk. Tawacin, 3(51), 2000: 12-20.
- „Immanencja wroga”, tłum. Filip Rogalski, Indigena. Przeszłość i współczesność tubylczych kultur amerykańskich, I/2013, Nr 3, Kraków. (Tekst pochodzi z książki: A inconstância da alma selvagem, Cosac & Naify, 2002.)
- "Kosmologiczna deixis oraz perspektywizm indiański", tłum. Mariusz Filip, Katarzyna Chlewińska, Etnografia. Praktyki, Teorie, Doświadczenia 2017, 3: 235-258.